# العلاقات الأندورية الليختنشتانية
العلاقات الأندورية الليختنشتانية هي العلاقات الثنائية التي تجمع بين أندورا وليختنشتاين.

## مقارنة بين البلدين
هذه مقارنة عامة ومرجعية للدولتين:
| وجه المقارنة                                              | أندورا                                                     | ليختنشتاين                                 |
| --------------------------------------------------------- | ---------------------------------------------------------- | ------------------------------------------ |
| المساحة (كم2)                                             | 468                                                        | 16                                         |
| عدد السكان (نسمة)                                         | 76.18 ألف                                                  | 37.47 ألف                                  |
| الكثافة السكانية (ن./كم²)                                 | 16.28 ألف                                                  | 234.19 ألف                                 |
| العاصمة                                                   | أندورا لا فيلا                                             | فادوتس                                     |
| اللغة الرسمية                                             | اللغة الكتالونية                                           | اللغة الألمانية                            |
| العملة                                                    | يورو                                                       | فرنك سويسري                                |
| الناتج المحلي الإجمالي (بليون دولار)                      | 3.01 مليار                                                 | 6.29 مليار                                 |
| الناتج المحلي الإجمالي (تعادل القوة الشرائية) بليون دولار |                                                            |                                            |
| الناتج المحلي الإجمالي الاسمي للفرد دولار أمريكي          |                                                            |                                            |
| الناتج المحلي الإجمالي للفرد دولار أمريكي                 |                                                            |                                            |
| مؤشر التنمية البشرية                                      | 0.858                                                      | 0.908                                      |
| رمز المكالمات الدولي                                      | +376                                                       | +423                                       |
| رمز الإنترنت                                              | .ad                                                        | .li                                        |
| المنطقة الزمنية                                           | ت ع م+01:00، توقيت وسط أوروبا، ت ع م+02:00، أوروبا/أندورا ‏ | توقيت وسط أوروبا، ت ع م+01:00، ت ع م+02:00 |

## منظمات دولية مشتركة
يشترك البلدان في عضوية مجموعة من المنظمات الدولية، منها:
| علم المنظمة | اسم المنظمة                    | تاريخ انضمام أندورا | تاريخ انضمام ليختنشتاين |
| ----------- | ------------------------------ | ------------------- | ----------------------- |
|             | الاتحاد الدولي للاتصالات       | 12 نوفمبر 1993      | 25 يوليو 1963           |
|             | مجلس أوروبا                    | ?                   | ?                       |
|             | منظمة حظر الأسلحة الكيميائية   | ?                   | ?                       |
|             | الأمم المتحدة                  | 28 يوليو 1993       | 18 سبتمبر 1990          |
|             | منظمة الأمن والتعاون في أوروبا | 25 أبريل 1996       | 25 يونيو 1973           |
|             | منظمة الشرطة الجنائية الدولية  | ?                   | ?                       |

## وصلات خارجية
- موقع وزارة الخارجية الأندورية